# ای‌اس‌آربی
ای‌اس‌آربی (نام کامل به انگلیسی: Entertainment Software Rating Board) یک سازمان خودگردان است که رده‌بندی سن و محتوای بازی‌های ویدئویی در ایالات متحده آمریکا، کانادا و مکزیک را تعیین می‌کند. ای‌اس‌آربی در سال ۱۹۹۴ توسط انجمن نرم‌افزارهای سرگرمی در پاسخ به انتقادات از بازی‌های ویدئویی بحث‌برانگیز با محتوای بیش از حد خشونت‌آمیز یا جنسی، و به ویژه در پی جلسات کنگره در ۱۹۹۳ پس از انتشار بازی‌های ویدئویی مورتال کامبت و نایت ترپ ایجاد شد. فشار بالقوه نظارت دولت بر رده‌بندی بازی‌های ویدئویی از این جلسات باعث شد که این صنعت یک سیستم رده‌بندی داوطلبانه بر اساس سیستم درجه‌بندی فیلم‌ها توسط انجمن تصاویر متحرک آمریکا با ملاحظات اضافی برای تعامل‌پذیری بازی‌های ویدئویی ایجاد کند.

## رده‌بندی

### رده بدون محدودیت
| نشان | مخفف           | توضیح | مناسب برای سن |
| ---- | -------------- | --- | ------------- |
|      | خردسالان (EC)  | این بازی برای افراد بالای ۳ سال توصیه می‌شود. این بازی‌ها بسیار ساده هستند و خشونتی در آن‌ها دیده نمی‌شود.                                               | ۳ و بالاتر    |
|      | همه (E)        | این بازی‌ها برای افراد بالای ۶ سال توصیه می‌شود این بازی‌ها یا ورزشی هستند یا فانتزی هستند و لحن کودکانه دارند.                                         | ۶ و بالاتر    |
|      | همه ۱۰+ (+E10) | این بازی‌ها برای افراد بالای ۱۰ سال توصیه می‌شود. این درجه‌بندی برای بازی‌هایی به کار می‌رود که خشونت بسیار پایینی دارند و اغلب لحنشان کمی خشونت‌آمیز است. | ۱۰ و بالاتر   |
|      | نوجوانان (T)   | این بازی برای افراد بالای ۱۳ سال توصیه می‌شود. این بازی‌ها خشونت موضوعات وسوسه انگیز، مقدار کمی خون، مشروبات الکی خام یا زبان تندی دارند.              | ۱۳ و بالاتر   |

### رده‌های محدود
| نشان | مخفف               | توضیح | مناسب برای سن |
| ---- | ------------------ | --- | ------------- |
|      | جوانان (M)         | این بازی‌ها برای افراد بالای ۱۷ سال توصیه می‌شوند. این بازی‌ها حاوی خشونت زیاد، خون، محتوای جنسی، برهنگی یا لحن بسیار خشن و زننده هستند. | ۱۷ و بالاتر   |
|      | فقط بزرگسالان (AO) | این بازی‌ها فقط مناسب افراد بالای ۱۸ سال هستند. اینگونه بازی‌ها حاوی محتوای جنسی یا خشونت بسیار شدید هستند.                             | ۱۸ و بالاتر   |

### رده‌های دیگر
| نشان | مخفف               | توضیح |
| ---- | ------------------ | --- |
|      | درجه‌بندی نشده (RP) | این درجه برای بازی‌هایی به کار می‌رود که هنوز درجه‌بندی نشده‌اند اگر از وضعیت آن‌ها مطلع نیستید تا رسیدن نسخه نهایی صبر کنید. |

### رده‌های پیشین
| نشان | مخفف                     | توضیح | مناسب برای سن |
| ---- | ------------------------ | --- | ------------- |
|      | کودکان و بزرگسالان (K-A) | محتوای بازی‌های این گروه برای سنین ۶ سال به بالا مناسب بوده و افرادی با سنین و سلیقه‌های گوناگون را جذب خود می‌نماید. عناوین این رده می‌توانند دارای کمی خشونت و مقادیری شیطنت طنزآمیز باشند. از سال ۱۹۹۸ به بعد از رده‌بندی «E» (همه) به جای این رده استفاده می‌شود. | ۶ و بالاتر    |